# Alchemilla sect. Alchemilla
Alchemilla sect. Alchemilla ist eine der 13 europäischen Sektionen der Gattung Frauenmantel (Alchemilla). Die meisten Arten wurden früher in der Artengruppe Alchemilla vulgaris agg. geführt.
Diese Sektion besteht aus Hybriden zwischen den Sektionen Erectae und Ultravulgares. Ihre Merkmale setzen sich aus den Merkmalen der beiden Elternsektionen zusammen.

## Merkmale
Die Arten sind mittelgroße bis große, Grundrosetten bildende Stauden. Die Keimpflanzen besitzen kurze Internodien. Die Hauptachse ist nicht sehr langlebig, wird meist weniger als sechs Jahre alt. Sie erreicht Durchmesser von 27 Millimeter. Die Keimblätter sind elliptisch, das Primärblatt ist drei- bis fünf-lappig. Die Laubblätter sind bis zu 22 Zentimeter breit. Die Blattbasis ist dabei drei- bis vielnervig. Der Tuteneinschnitt ist dabei ein bis fünf Millimeter lang. Die Nebenblätter sind häufig klein, ihre Öhrchen häufig verwachsen. Sie sind gezähnt, grünspitzig, meist vertrocknen sie rasch und bilden eine Tunika. Am untersten Stängelblatt sind die Nebenblätter in der Regel sichelförmig oder waagrecht-zungig, am obersten sind sie gelappt.
Der Stängel ist aufrecht und kann bis zu 80 Zentimeter lang werden. Der Blütenstand ist reichblütig und kann über 1000 Blüten enthalten. Er ist ein deutlich als Wickel ausgeprägtes Monochasium.
Die Blüten sind häufig gelb, der Außenkelch ist recht groß. Der Kelchbecher ist dagegen häufig kurz und kreiselförmig, sowie leicht behaart. Der Diskuswulst in der Blüte ist meist schmäler als die Öffnung. Der Staubfaden hat meist eine breite Basis und verschmälert sich nach oben hin. Meist haben sie nur ein Fruchtblatt. Die reifen Nüsschen reichen nur höchstens zur Hälfte aus der Blüte heraus.
Die Chromosomen sind leicht eiförmig.
Blütezeit und Lebensrhythmus sind bei den mitteleuropäischen Arten näher denen der Sektion Ultravulgares.

## Verbreitung
Die Sektion ist in Europa mit Ausnahme des äußersten Südens und Nordens verbreitet, sowie in Sibirien und in Vorderasien bis in den Iran.

## Systematik
Die Zuordnung der Arten zur Sektion folgt Fröhner (1995), wobei Änderungen der Sektionszuordnung und neue Arten aus Fischer (2008) übernommen wurden:
- Scharfzahn-Frauenmantel (Alchemilla acrodon)
- Kleinknäuel-Frauenmantel (Alchemilla aggregata)
- Osttirol-Frauenmantel (Alchemilla alneti)
- Waagrecht-Frauenmantel (Alchemilla antiropata)
- Kärnten-Frauenmantel (Alchemilla carinthiaca)
- Wasserfall-Frauenmantel (Alchemilla cataractarum)
- Schmuck-Frauenmantel (Alchemilla compta)
- Zusammenneigender Frauenmantel (Alchemilla connivens)
- Langhaariger Frauenmantel (Alchemilla crinita)
- Kurzlappen-Frauenmantel (Alchemilla curtiloba)
- Ausgebreiteter Frauenmantel (Alchemilla effusa)
- Fischbacher Frauenmantel (Alchemilla eurystoma)
- Kahler Frauenmantel (Alchemilla glabra)
- Mährischer Frauenmantel (Alchemilla gruneica)
- Ungekämmter Frauenmantel (Alchemilla impexa)
- Streifen-Frauenmantel (Alchemilla lineata)
- Langröhren-Frauenmantel (Alchemilla longituba)
- Zierlicher Frauenmantel (Alchemilla micans)
- Dunkler Frauenmantel (Alchemilla obscura)
- Stumpfer Frauenmantel (Alchemilla obtusa)
- Trauben-Frauenmantel (Alchemilla racemulosa)
- Nierenblättriger Frauenmantel (Alchemilla reniformis)
- Alpenrosen-Frauenmantel (Alchemilla rhododendrophila)
- Weidenbegüsch-Frauenmantel (Alchemilla saliceti)
- Seidennerv-Frauenmantel (Alchemilla sericoneura)
- Steirischer Frauenmantel (Alchemilla stiriaca)
- Strohgelber Frauenmantel (Alchemilla straminea)
- Gefälliger Frauenmantel (Alchemilla suavis)
- Tiroler Frauenmantel (Alchemilla tirolensis)
- Wechselhaariger Frauenmantel (Alchemilla versipila)
- Spitzlappiger Frauenmantel (Alchemilla vulgaris, Syn.: Alchemilla acutiloba)
- Gelbgrüner Frauenmantel (Alchemilla xanthochlora)

## Belege
Soweit nicht unter Einzelnachweisen angegeben, basiert der Artikel auf folgenden Unterlagen:
- Sigurd Fröhner: Alchemilla. In: Hans. J. Conert u. a. (Hrsg.): Gustav Hegi. Illustrierte Flora von Mitteleuropa. Band 4 Teil 2B: Spermatophyta: Angiospermae: Dicotyledones 2 (3). Rosaceae 2. Blackwell 1995, S. 58, ISBN 3-8263-2533-8.